# Reliure industrielle
Pour un article plus général, voir Reliure.
La reliure industrielle est un processus de fabrication lié au livre et qui a permis une grande diffusion de ce support culturel.

## Aspects techniques
Au moyen d'une série de machines mises au point dès les premières décennies du XIXe siècle, notamment en Allemagne comme la presse ou le balancier, il est possible de relier des livres en très grandes séries. Le processus, très décomposé, est très vite à peu près totalement mécanisé. Jean Engel fut un des premiers relieurs industriels français.
La découpe, les pliages mais aussi les couleurs, la dorure, le grenage, les incrustations, etc. font l'objet de passes successives en machine. L'effet artistique nécessite de nombreux réglages pour obtenir des couleurs franches ou dégradées, des incrustations, des collages, des titres contrastés etc. En fait le processus industriel conserve une importante main d'œuvre chargée du réglage, de la surveillance des lignes et du contrôle de fini, matérialisé par la collationnure.

## Matériaux
Les industriels utilisent essentiellement le carton enduit (voir percaline) ou recouvert d'une toile de coton, de lin… Souvent un carton semi-fort est mis en œuvre sans apprêt ou avec une pellicule plastifiée protégeant une photographie.

## Aspects artistiques
Assez rapidement certaines séries ont fait l'objet d'une recherche artistique correspondant aux gouts de l'époque : des reliures de l'époque romantique évoquent ainsi le Moyen Âge.
Plus tard les Voyages extraordinaires de Jules Verne connaitront une célébrité artistique durable avec leurs reliures à thèmes géographiques ou scientifiques, leurs dorures, etc. Au XIXe siècle les cartonnages d'Alfred Mame sont souvent primés dans les expositions.
À la suite de Paul Bonet et  Prassinos avec les cartonnages de la NRF chez Gallimard, des maquettistes comme Pierre Faucheux puis Robert Massin bouleverseront la reliure industrielle de demi-luxe avec les volumes du Club français du livre et de ses rivaux.

## Le dos carré collé
Avec la reliure industrielle, les cahiers, assemblés selon l'ordre normal de la lecture, sont découpés sur le dernier pli du cahier à l'aide d'un massicot, pour obtenir un dos bien plat; à moins que les exemplaires à relier soient déjà assemblés et au format (photocopies ou impression numérique) : les feuillets seront alors indépendants. Le livre posé sur le dos sera fraisé (par grecquage), pour obtenir des entailles qui permettront à la colle de pénétrer, assurant une parfaite adhérence de chaque feuillet sur le dos de la couverture. 
La couverture sera rajoutée aussitôt pour parfaire l'ouvrage et l'ensemble est massicoté sur les trois faces du livre pour permettre de tourner les pages sans avoir à utiliser le coupe-papier manuel, lorsque le livre est réalisé avec des cahiers assemblés.

## Les reliures en bureautique

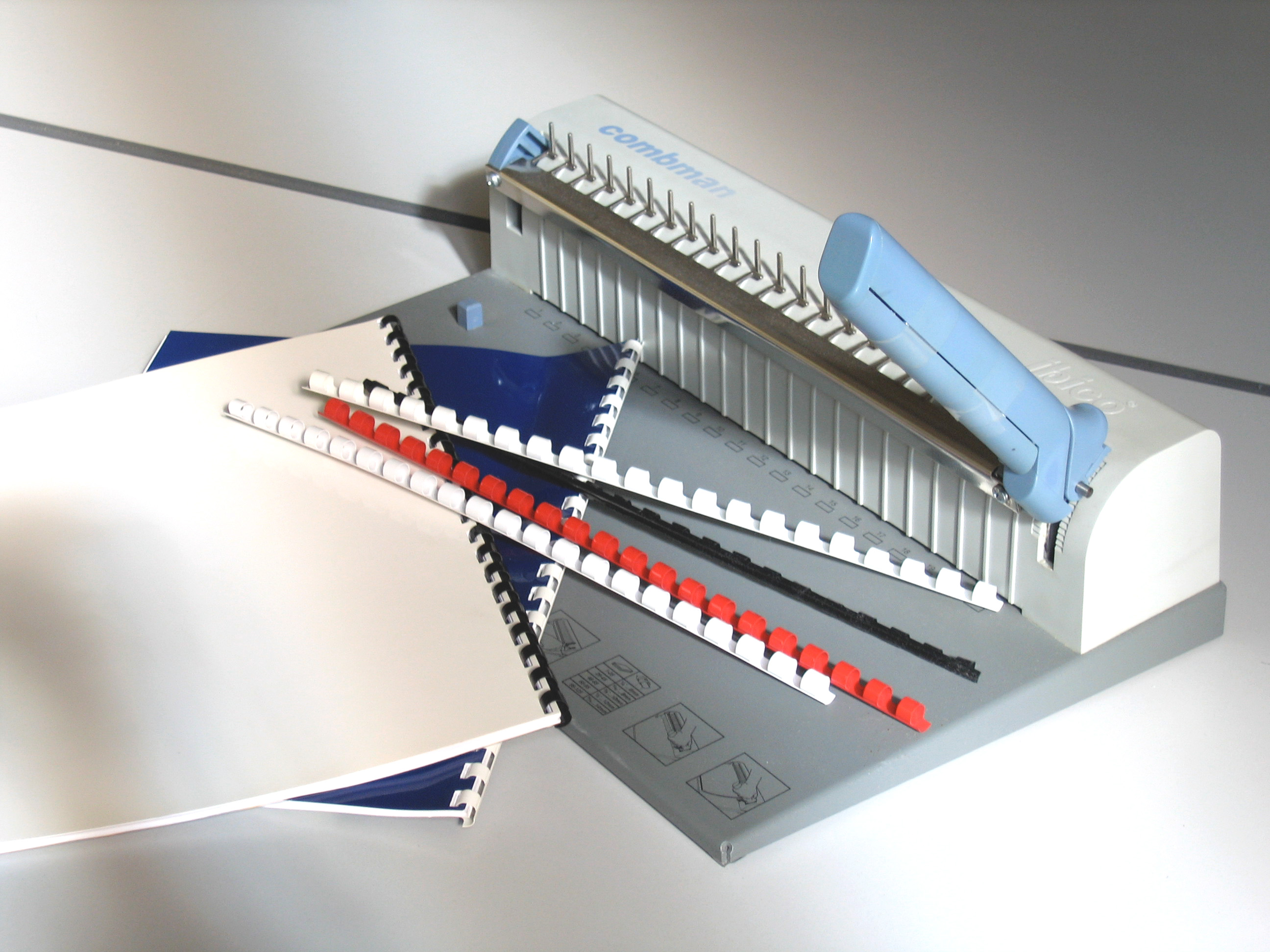
Reliure anneaux plastiques

La reliure bureautique, comme la reliure classique, est destinée à présenter des documents assemblés. Cependant elle présente une variété de solutions pour s'adapter aux besoins spécifiques du monde de l'entreprise, qui sera attentif aux caractéristiques suivantes :
- le coût et le délai de fabrication sont souvent des facteurs importants : les entreprises recherchent un coût faible et une production dans des délais courts ;
- la permanence de la reliure : contrairement aux livres, les documents d'entreprise n'ont pas forcément une durée de vie longue ; ils peuvent devenir obsolètes en quelques mois, parfois quelques semaines seulement ;
- le nombre de documents à relier, qui peut varier de quelques exemplaires à plusieurs milliers ;
- les destinataires : une entreprise ne met pas le même budget pour l'impression des résultats annuels destinés aux actionnaires que pour la diffusion d'une note interne ;
- l'accessibilité de la technique employée : dans un monde en perpétuel mouvement, pouvoir relier des documents soi-même représente souvent une économie de temps et de moyens.

C'est pourquoi il existe plusieurs types de reliures. Le plus courant et le plus simple consiste à perforer préalablement le papier à l'aide d'un perforelieur, puis à monter une reliure plastique ou métallique sur le document perforé. On parle alors de « reliure mécanique ». C'est souvent à tort que l'on fait référence à la « reliure spirale », car la reliure en question n'est pas une spirale à proprement parler mais le plus souvent un « peigne » constituant une série d'anneaux en plastique (comb binding en anglais) ou en métal (double ring binding en anglais). Il existe une véritable reliure bureautique en spirale hélicoïdale en métal (ou en plastique, dans sa version plus moderne), que l'on trouve principalement en Amérique, sous l'appellation de reliure coil (ressort en anglais).
La reliure de type « ATOMA » permet grâce à des anneaux de section T de placer et d'ôter les feuilles de papier, plastique, etc. Chaque feuille est perforée en « T ». Ce système, utilisé dans le cahier du même nom, est fabriqué pour la première fois en 1948 par les papeteries G. Mottart, à Forest, près de Bruxelles en Belgique (créées en 1923). Le brevet est actuellement détenu par cette société.
La reliure type « Serdo » ou « Serodo » permet de rassembler des pages sans collage ni perforation. Elle ne nécessite aucun matériel, mais l'épaisseur des ouvrages ainsi rassemblés reste limitée. Ceux-ci doivent être glissés dans la baguette de reliure, l'ensemble tenant par simple pression de la baguette sur les feuillets.
Il existe aussi des reliures garantissant l'authenticité d'un document par scellé, des reliures à peigne rigide, des reliures thermocollées à dos souple ou rigides viennent compléter les possibilités d'assemblage des documents.
De plus en plus, la diffusion massive de documents, par voie électronique (notamment par messagerie électronique, par site Internet, par serveur FTP, sur disque optique ou sur clé usb), en diminuant le nombre de documents diffusés sous forme papier, concurrence fortement le marché de la reliure d'entreprise.